# Stan Cullimore
Stan Cullimore (nascido Ian Peter Cullimore, 6 de abril de 1962, Cambridge, Inglaterra), tocou guitarra, entre 1983 e 1988, para a banda de indie rock da cidade Hull chamada The Housemartins.